# Le Plessis-Grammoire

Le Plessis-Grammoire este o comună în departamentul Maine-et-Loire, Franța. În 2009 avea o populație de 2,274 de locuitori.